# Maria Anna Junius
Maria Anna Junius, född 1606, död 1634, var en tysk nunna och krönikör. Hon är känd som författare till en klosterkrönika, som utgör en historisk källa om livet i klostret och Bamberg under det trettioåriga kriget. Hennes krönika innehåller skildringar av den ökända häxprocessen i Bamberg, och svenskarnas ockupation av Bamberg under trettioåriga kriget.

## Biografi
Maria Anna Junius var dotter till Bambergs borgmästare Johannes Junius. Hennes mor avrättades för häxeri 1617. Hon avlade sina löften som nunna i nunneklostret i Bamberg 1622. Hon avlade sina löften samtidigt som hennes syster gifte sig, och de två händelserna firades av familjen vid samma tillfälle.
Junius noterade början av häxprocessen i Bamberg 1626–1631. I maj 1626 förstördes skörden i hela regionen runt Bamberg av frost. Hon nämner hur allmänheten greps av skräck vid uppkomsten av detta för årstiden "onaturliga" väder, som uppfattades som ett avsiktligt sabotage av skörden:
"... ett skri uppsteg i staden... folk blev skrämda till döds då de vaknade för att finna att en onaturlig frost hade dödat alla fruktträd, gjort marken hård som sten och förstört veteskörden. Vår furste [furstebiskopen] var ursinnig".
Petitioner sändes till stadens myndigheter där medborgare frågade vad myndigheterna tänkte göra åt att häxor och trollkarlar hade saboterat skörden med frost. I slutet av 1626 greps Katharina Merckhlerin, och erkände i november 1626 att hon hade orsakat frosten med hjälp av magi. Hon tvingades ange medbrottslingar, och därmed hade förföljelserna börjat.
Häxprocessen innebar en tragedi för hennes familj, då hennes far tillhörde dem som avrättades, och hennes syster Veronica Junius av allt att döma tvingades fly för att undgå arrestering. Hennes far är berömd för det brev han skrev från fängelset till sin andra dotter Veronica: i samma brev ber han även Veronica att be Maria Anna be för honom. Hennes krönika innehåller en av få skildringar av det ökända Drudenhaus under häxprocessen, då hon beskriver hur det stängdes inför svenska arméns ankomst 1631 och hur det då fortfarande innehöll tio fångar, som frigavs mot tystnadslöfte.
Maria Anna Junius beskrev svenskarnas ockupation 1632–1634. Nunnorna var initialt övertygade om att deras kloster skulle plundras och förstöras, och sände sin dräng med vädjan om beskydd till den svenska kommendanten. Svenskarna lämnade nunneklostret ifred: de skyddade det från plundring med en skyddsvakt och inte bara avstod från att plundra det utan de till och med gav åtskilliga presenter. Många svenska officerare med sina hustrur besökte klostret och blev vänner med nunnorna. Det kan noteras att detta var ett privilegium som enbart kom nunneklostret i Bamberg till del, eftersom klostren för män i Bamberg blev plundrade av svenskarna, liksom resten av staden i övrigt, där svenska soldater plundrade hemmen på ägodelar och sedan sålde tillbaka dem till dess ägare tills dessa helt hade slut på pengar: Maria Anna Junius nämner hur klostrets anställda svalt och hur nunnorna erbjöds att få köpa stadsbornas boskap för en spottstyver men tackade nej till att profitera på plundringen.